# Noisecore
Noisecore ili noizecore (naziva se i "noize", isto kao i noise glazba) je žestoka kaotična i nestruktuirana vrsta speedcorea. Neiskusno ljudsko uho može teško prepoznati razliku između speedcorea i noisecorea. Poticaj leži u eksperimentiranju i otkrivanju novijeg naraštaja zvuka i otuđenja postupka zvuku. Odnos postoji, zbog toga što je dan prijelaz regija u kojoj speedcore prema noizeu dolazi ili obrnuto. Noizecore se katkad naziva i "Drop a Cat On The Equipment", što također govori o kaotičnosti u toj vrsti glazbe.